# Hans-Willi Körfges

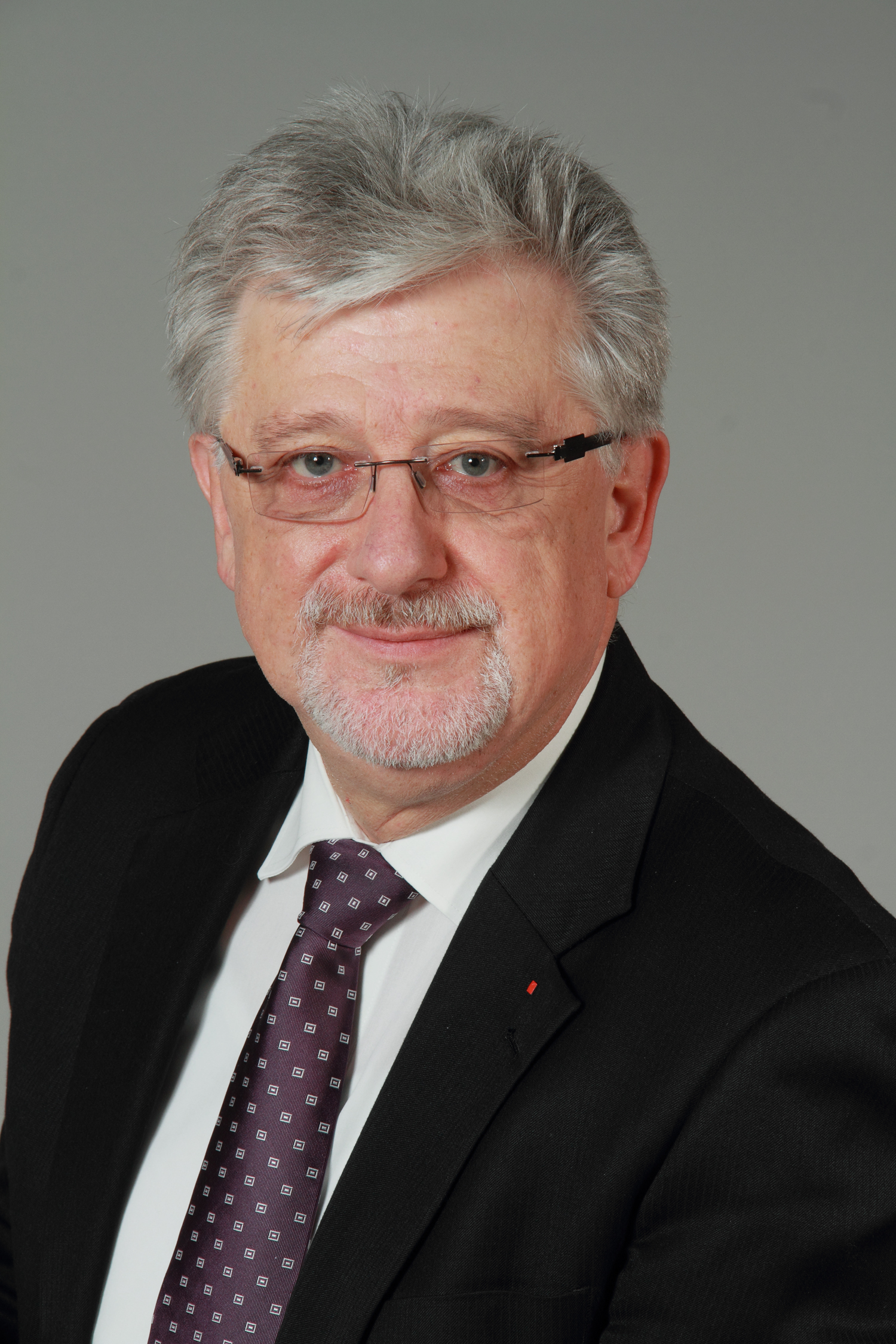
Hans-Willi Körfges (2013)

Hans-Willi Körfges (* 1. Juni 1954 in Mönchengladbach) ist ein deutscher Politiker der SPD. Er war von 2000 bis 2022 Landtagsabgeordneter in Nordrhein-Westfalen.

## Leben
Nach dem Abitur 1974 studierte Körfges von 1976 bis 1978 Rechtswissenschaften an der Universität Bonn und von 1978 bis 1981 an der Universität Köln. Er machte das erste Staatsexamen 1981, das zweite 1984. Seit Oktober 1984 ist er als selbständiger Rechtsanwalt in Mönchengladbach-Giesenkirchen tätig.
Seit 1970 ist Körfges Mitglied der SPD. Von 1984 bis 1989 war er Vorsitzender des SPD-Ortsvereins Mönchengladbach-Giesenkirchen. Von 1989 bis 1995 und wieder von August 2000 bis Juni 2007 war er Vorsitzender des SPD-Unterbezirks Mönchengladbach. Von Mai 2000 bis 31. Dezember 2001 war er Mitglied im Bezirksvorstand Niederrhein der SPD. Seit dem 15. Dezember 2001 ist er Mitglied im Landesvorstand der NRW-SPD. Er ist seit 13. März 2004 Mitglied im Präsidium der nordrhein-westfälischen SPD und Vorsitzender des Kommunalrats. Von 1994 bis Juni 2000 war er Mitglied im Rat der Stadt Mönchengladbach und Vorsitzender der SPD-Ratsfraktion.
Vom 2. Juni 2000 bis zum 31. Mai 2022 war Körfges Abgeordneter des Landtags Nordrhein-Westfalen. Bei der vorgezogenen Landtagswahl am 13. Mai 2012 wurde Körfges mit 41,1 Prozent im Wahlkreis 49 direkt gewählt, ansonsten zog er stets über die Landesliste in den Landtag ein. Zwischenzeitlich bekleidete Körfges die Funktion des stellvertretenden Vorsitzenden der SPD-Landtagsfraktion. Nach der Landtagswahl 2022 schied er aus dem Landtag aus.
Körfges ist verheiratet und hat drei Kinder.

## Ausschussmitgliedschaften
- Mitglied im Ausschuss für Kommunalpolitik, kommunalpolitischer Sprecher der SPD-Landtagsfraktion
- Mitglied im Haushalts- und Finanzausschuss
- stellv. Mitglied im Innenausschuss
- stellv. Mitglied im Rechtsausschuss